# 成城だより
『成城だより』（せいじょうだより）は、大岡昇平による日記文学・エッセイである。初出は「文学界」1980年1月号で、それから2度の中断をはさんで1986年2月号まで連載された。1979年11月8日から1985年12月13日（大岡70歳から76歳まで）の日々の思想と行動を書き綴ったもので、文学を始め、基礎数学やフェミニズム、映画や少女漫画など幅広い分野の話題を取り上げ、同時に当時の世相やできごとに対する皮肉や批判などを交えている。この作品は好評で迎えられ、「署名入り匿名批評」、「『断腸亭日乗』とはまた別の趣きをもつ日記」、「知的刺激と人間味溢れる好エッセイ」などと話題を呼んだ。

## 発表経過
初出は「文学界」1980年1月号である。当初は見開き2頁の予定で連載を始めたが、次第に長くなってきて1年の間でかなりの分量となった。
大岡自身は、若年の一時期と旅行中の他には日記を書く習慣はなかったという。日記を書き始めたのは、『成城だより』の執筆を始める4-5年前のことであった。この時分に物忘れの悪化を自覚して以来、簡単な日録を記すのが大岡の習慣となった。「文学界」への連載開始に際して、この日録をふくらませて発表用に仕立て上げたのが『成城だより』である。
『成城だより』は好評を得ていたが、大岡は連載を同年12月号で1度中断した。その理由は、1回分が長くなるにつれて時間が取られ、彼にとっての長年の懸案だった『富永太郎全集』に注力できなかったことにあった。単行本『成城だより』の後記で大岡は「それらの仕事（注：『富永太郎全集』を指す）を片付けて、まだ余力があったら再開の予定です」と予告していた。
連載の再開は「文学界」1982年3月号で、1983年2月号まで続いた。大岡によると、『成城だより』の連載が1980年1-12月号だったために、実際には1979年11月から翌年10月までの内容になってしまったので、1月から12月に収まるように調整したものであるという。
この連載も好評で「もっと続けろ」という話が出ていた。しかし、大岡は晩年の課題として『富永太郎全集』と「堺事件」を完遂するまでは、友人や先輩などの全集に寄稿する月報や追悼文など以外には何も書かずにいる覚悟を持っていた。そのため、1983年4月発行の単行本『成城だよりII』後記で「そしてまた余命と、エネルギーが残っていたら、再開します」と予告し、単行本表題を『成城だよりII』として『III』の執筆があり得ることを自らへの課題とした。
大岡は連載を1985年3月号に再開し、1986年2月号で終了した。単行本『成城だよりIII』の後記（1986年3月6日付）で大岡は「私は満七十七歳に達したところである。（中略）個人的に仕遂げなければならない仕事をいくつか持っているが、その時間があるか、前途を思えばただ茫洋とするばかりである」と結んだ。

## 作品の背景
大岡は1953年2月から大磯町（神奈川県中郡）に住まいを構えていた。大磯の住まいは海岸に近かったが、年々湘南道路の通行量が増えていく上に夏の暑さが体に堪えるようになった。そのため1966年に河口湖から約6キロメートル離れた富士山麓の別荘地（山梨県南都留郡鳴沢村）に山荘を建て、それ以来夏をこの山荘で過ごしていた。この山荘は、大岡の長男貞一が設計施工を手がけたものであった。
1967年になると西湘バイパスが湘南道路と接続して一部開通し、周辺の環境はさらに悪化した。大岡は大磯の住まいを引き払うことにして、1969年1月に世田谷区祖師谷（現：成城七丁目）に土地を購入した。そして、同年7月16日に富士山麓の山荘に移った。
同年10月15日には成城の新居が完成したため、この地に転居した。成城高等学校の卒業生である大岡にとって、成城は馴染み深い土地であった。平屋建ての家は、大岡の仕事が捗るようにと特に書庫と書斎の設計に配慮がなされた。
転居後の大岡は、以前から成城に在住していた野上弥生子、大江健三郎、水上勉などと交友を深めている。『成城だより』には、しばしばそれらの人々の話題が登場する。

## 内容
『成城だより』の執筆を始めたころ、大岡は70代にさしかかっていた。彼は1976年以来の白内障の手術や2度にわたる心不全の発作、そして体力の衰えなどにより、老いを自覚した。運動は散歩のみとなり、駅まで片道15分歩くのが限度であった。
体力こそ衰えても、大岡の精神と好奇心は若々しい状態を保ち続けていた。文学や文壇の事情のみならず、記号論や不完全性定理、漫画や映画、洋楽、ニューミュージックや当時の世相に至る多彩な題材を自在に評し、ときには憤り、そして感動を日々の記録として綴った。
『成城だより』は、1979年11月8日の日録から始まる。この年は成城への転居から11年を経過した時分だった。駅までの短い散歩の折に風景の移り変わりを楽しんだり、駅前の本屋で新刊棚を覗いてみたりなどの日常を描写した後に「このところ原稿製造のために、読むべき本たまりあり」と読み切れないことを嘆いている。
『成城だより』は、1980年10月17日の記述で一区切りとなる。この日は新宿バス放火事件の被害者の死、静岡地下街災害や富士登山路落石事故の補償などに言及し、イラン・イラク戦争の展開に「（この世に）近くおさらばする身は、どうでもいいが」と言いつつも幼い孫の未来を気遣っている。
『成城だより』の再開は、1982年1月1日の日録からである。長年にわたる懸案の『富永太郎全集』に注力するため連載を休んでいた間に、世間では多くの異変が起こっていた。大岡にとって、時のアメリカ大統領ロナルド・レーガンのソ連に対する強硬姿勢とそこから一転しての「米ソ談合」はその最たるものであった。
この時期の大岡は心不全のほかに7つの病を抱えていたが、『富永太郎全集』の完成を目指してそれを1982年元日の誓いとしていた。数学とコンピューターを学んだり、シーナ・イーストンを贔屓のミュージシャンに加えたりと、新しいものを好奇心の赴くままに取り入れていった。読書量も多く、その種類は多岐にわたっていた。例として、さる県立図書館が『窓ぎわのトットちゃん』を「禁書」にしたという話を聞き、読んだ上でその理由を考察している。同年12月15日の記述で、大岡は連載を再度中断した。
最後の日録（『成城だよりIII』）は1985年1月1日に始まり、同年12月13日の日録で終わる。当時のベストセラー『金魂巻』（渡辺和博とタラコプロダクション）を読んで「近頃あんなに笑った本はなかった」と称賛した後に「文学者は〇ビでいいんだ」と威張ってみたり、孫娘と一緒に少女漫画を読み、高野文子や岡田史子の漫画を「老生には面白し」と評価してみたりと、意気軒昂であった。当時5歳の孫娘に「そんなに少女マンガ読んでどうするの」と問われて答えに窮した大岡は「少女マンガ、描くんだ」と返答したという。
相変わらずの読書量に加え、『堺港攘夷始末』の取材旅行に行き、さらに執筆に勤しむなど、大岡の日常は多忙であった。そして旧知の人々（石川達三、川口松太郎、白洲次郎など）の訃報や葬儀の知らせが毎月のように届いていた。大岡は「七十六歳の日記、点鬼簿の如きなるは当然のことと（中略）悲し」とやるせない思いを綴っている。

## 評価
『成城だより』で、大岡は老境に至っても衰えることのない好奇心と批評精神を発揮した。大岡にとって、『成城だより』は晩年の大仕事である『富永太郎全集』とスタンダール論執筆への足掛かりという側面を持ち、探求の過程や成果をふんだんに公開している。この作品は「署名入り匿名批評」、「『断腸亭日乗』とはまた別の趣きをもつ日記」、「知的刺激と人間味溢れる好エッセイ」などと話題を呼んだ。
森毅は『ちくま日本文学全集大岡昇平』の解説で『成城だより』に触れ、「あの歳になって、ありとあらゆることに知的関心を持っていることに驚く」と評した。森の視点によると、大岡の知性は「若い時代の反復」ではなく、新たな方向に向かってその次元を切り開いているという。森は「ぼくなどにあんなことができるだろうか」と、羨望さえ覚えたことを記した。
佐高信は、『成城だより』の中に「老いても怒りを忘れない」大岡の精神を読み取った。佐高によれば、大岡の好奇心は怒りと表裏一体のもので、理不尽なことに怒る精神力と反骨精神が、従順なことをよしとする同時代への問いかけを突き付けていた。
城山三郎は、大岡とはゴルフを通じて親しい仲であった。城山は『成城だより』について「大変おもしろい。大岡昇平という人が非常によく出ている」と評した。城山は大岡の中にある純粋である意味子供っぽい一面を読み取りつつも、その中心には「戦争で奪われたものへの憤り、これからも奪われるかもしれないという不安」があちこちに現れていることを指摘した。
小林信彦は連載当時、「文学界」が送られてくると『成城だより』のみを読んでいた。その理由は、年々閉鎖的になってゆく文芸雑誌においてこの連載のみが「ひらかれた」印象を与えたためだった。最初のうちは「老文学者の日録」風味だった内容が『地獄の黙示録』に触れたあたりから「浮かれ騒ぎ」が始まる。1回ごとのページ数が多くなってきて、小林は大岡の病気に障りがないのかと心配になったほどであった。『成城だより』には大岡の知的好奇心と野次馬精神がページ中で躍動し、そののめりこみ方は「明らかに血液B型人間の特徴」だったという。小林によれば、大岡の根底には終生変わらぬ若々しさとともに好奇心と無邪気さが一貫し、それが『成城だより』の「ひらかれた」印象となって多くの人々に受け入れられる理由となった。
保坂和志は、「ユリイカ」1994年11月号のエッセイ（『成城だよりII』中公文庫版に収録）で「（大岡の作品は）『成城だより』の一冊目しか読んだことがなかった」と告白している。そのため保坂は、大岡の作品から『俘虜記』を読もうと試みたが、つまらなくて結局半分しか読めなかった。そこで『成城だより』に大西巨人の『神聖喜劇』の読後感（最大級の賛辞と敬意）が載っていたことを手掛かりにして、『神聖喜劇』を先に読んでみた。保坂は『神聖喜劇』の中に大西が到達した「平滑空間」の境地を読み取った。その境地に大岡はたどり着くことができず、ゆえに敬服したのではないかと説いた。『成城だよりIII』では映画『アマデウス』に涙したことが契機となったようで、前2冊で健康を気にして外出を控えていたのとは一転して、「タガが外れたように映画を観に出掛けまくった」姿に感動のような思いを抱いたという。
加藤典洋は『成城だより』下巻（講談社文芸文庫）の解説で「いま、まとめてこの三年分の日録を読むと、文芸ジャーナリズムというものがこの時、まだ生き生きと存在していたことがわかる」と評した。加藤は連載が始まったころにはカナダに滞在していたため、当初この作品がどのような反響を呼んだか直接にはわからなかったという。中断後の連載再開時には、日本に戻って評論活動に入っていたため、反応を直に感じることができた。彼によれば「この『成城だより』は、文芸雑誌の一種の磁場の中心だった」といい、『早稲田文学』関係者の集まりなどでも「『成城だより』、読んだ?」という会話が交わされていた。そして発表から年月が経過しても「なつかしくこそあれ、少しも古びた印象をもって見えてこない」内容について考察し、大岡の堅実な文体や文学的な日録と老境に達した一文学者の日常の生活を綴ることなどに言及して「気がついてみればこれは、またとない日記文学の傑作ではないか（後略）」と高く評価した。
湯川豊は自著『大岡昇平の時代』（2019年）で『成城だより』に触れ、大岡の文学に対する関心が日々の記録の中で語られていることを指摘した。湯川は同時に、『成城だより』の魅力について特定の日付ではなく、めまぐるしく変化し続ける日々の記述を追いかけるのがその読み方になると解説した。その上で湯川は、大岡の「文学だけにとどまらない、知的関心のひろがり」に驚嘆しつつも、一見際限なく広がっているように見えて実はそうではなく「端倪すべからざる一人の知識人」とけっして気取ることのないその精神の働きを記述した。

## 主な出版・収録
『成城だより』『成城だよりII』『成城だよりIII』の単行本は、文藝春秋から1981年3月5日、1983年4月、1986年5月に発行された。
『成城だよりI-III』は講談社文芸文庫と中公文庫で文庫化されている。講談社文芸文庫は上下2巻本の体裁で、上巻（2001年3月29日発売）は『成城だよりI』のすべてと『成城だよりII』の中途（1982年8月14日まで）を収録している。下巻（2001年4月10日発売）には『成城だよりII』（1982年9月1日から12月15日まで）と『成城だよりIII』すべて（1985年1月1日から12月13日まで）が収録されている。下巻の巻末には加藤典洋の解説、吉田煕生による年譜、さらに著書目録が掲載された。講談社文芸文庫版は、上下巻とも電子書籍化されている。講談社文芸文庫版は、筑摩書房版『大岡昇平全集』22（1996年）が底本である。
中公文庫版は、単行本と同じく3巻で発行された。『成城だよりI』（2019年8月22日発売）は本編の他に大磯居住時の日録『作家の日記』（1957年11月13日から1958年4月26日）を併録している。巻末の付録は、小林信彦による『成城だより』書評（「海」1981年5月号初出）と三島由紀夫による『作家の日記』書評（『群像』1958年10月号初出）の2編である。『成城だよりII』（2019年9月19日発売）では、巻末のエッセイを保坂和志が担当した（「ユリイカ」1994年11月号の再録）。『成城だよりIII』（2019年10月18日発売）の解説は金井美恵子によるもので、『大岡昇平全集』22（筑摩書房刊、1996年7月）の再録である。『成城だよりIII』巻末には、索引2種（人名と大岡の作品）が付属している。
『成城だよりI-III』の一部は、『ちくま日本文学全集 大岡昇平』（1992年）や、『証言その時々』（1987年筑摩書房、2014年講談社学術文庫）などに収録された。後者は大岡の著述のうち、戦争に関する思いや証言などをインタビューを除いてほとんど全部集めたものである。その例としては『成城だよりIII』の「八月は悪夢の月だ」（1985年8月14日、日航機事故や靖国参拝などを扱っている）がある。